# たかしたたかし
たかした たかしは、日本の漫画家。主に成人向け漫画を執筆し、茜新社発行の漫画誌、アンソロジーコミックにて活動している。

## 概要
1995年、『少年キャプテン』増刊『コミック鉄人』（徳間書店）でデビュー。活動初期は大胆なディフォルメの作画で人気を博し、成人、一般向けを問わず活躍していた。代表作は『アニメージュ』（徳間書店）にて連載されていた『まかせてイルか!』。
『バトルアスリーテス大運動会EX』終了以降は活動が停滞していたが、2009年にショタ系の『微熱☆惑星』、2013年には15年ぶりとなる成人向け美少女作品『ロリ☆リン』を発売している。

## 作品リスト

### 単行本

#### 成人向け作品
- 『犬雨』 （1998年2月発売、司書房〈つかさコミックス〉、ISBN 4-8128-0120-6）
- 『ヤングパラダイス』 （1998年12月発行、コアマガジン〈ホットミルクコミックス〉、ISBN 4-87734-222-2）
  - 『ヤングパラダイス 新装版』 （2001年8月発売、コアマガジン〈ホットミルクコミックスエクストラ〉、ISBN 4-87734-472-1）
- 『微熱☆惑星』 （2009年6月19日発売[1]、茜新社〈TENMA COMICS〉、ISBN 978-4-86349-061-1）
- 『ロリ☆リン』 （2013年11月29日発売[2]、茜新社〈TENMA COMICS〉、ISBN 978-4-86349-398-8）

#### 一般向け作品
- 『まかせてイルか!』 徳間書店〈アニメージュコミックス〉、全2巻（原作：大地丙太郎）
  1. 2000年9月発売、ISBN 4-19-770081-4
  2. 2001年11月発売、ISBN 4-19-770087-3
- 『バトルアスリーテス大運動会EX』 （2001年12月21日発売[3]、角川書店〈ドラゴンコミックス〉、ISBN 4-04-926190-1）

### 単行本未収録作品
- COMIC零式（リイド社）
  - ミゼラブル! （Vol.10 - 15、17 1999年6月 - 2000年3、5月）
- AICコミックLOVE（AIC）
  - キャットソルジャー! （Vol.5、8 2000年4月、2001年1月）
- ひな缶Hi!（茜新社）
  - かんびょー （Vol.6 2004年8月）[4]
- COMIC RIN（茜新社）
  - 半熟淫魔 （2007年3月号）[5]
  - DOG CANDY （2007年12月号）[5]
  - めざめの （2008年3月号）[6]
  - 放課後ニャンニャン （2009年10月号）[7]
  - ナツ★シス （2011年8月号）[8]
- 好色少年（茜新社）
  - night out （Vol.1 2012年2月）[9]
  - night out2 （Vol.2 2013年6月）[10]
  - night out3 （Vol.3 2014年4月）[11]
- アンソロジー （茜新社）
  - リボンズ RIBONS （お汁娘缶1 2004年5月）[12]
  - 白倉さんと美雪先生。 （ふたなりっ娘の世界5 2012年7月）[13]